# 西村ハツヱ
- 西村ハツヱ[1][2]
- 西村ハツエ[3][4]

西村 ハツヱ（にしむら ハツエ、1920年〈大正9年〉6月 - 2005年〈平成17年〉4月14日）は、日本の首都圏のアイヌ団体である「関東ウタリ会」「レラの会」の初代会長。両団体の代表としてアイヌの復権運動に取り組むと共に、アイヌの伝統舞踊の公演などで、アイヌ文化の伝承に貢献した。長男は『釧路の夜』や『柳ヶ瀬ブルース』などで知られる作曲家の宇佐英雄、長女は東京都内に存在したアイヌ料理店「レラ・チセ」の創業メンバーの1人である宇佐タミエ、孫（宇佐タミエの三女）はアイヌ文化伝承者の宇佐照代。

## 経歴
北海道択捉島のアイヌの家で誕生した。択捉島にソ連の人々が出入りするようになったことで、3歳のとき、家族と共に北海道釧路市へ移住した。釧路市立日進小学校（現・釧路市立釧路小学校）を卒業後、1960年代に上京した。
1980年（昭和55年）、首都圏在住のアイヌの交流親睦団体である「関東ウタリ会」の設立に携わり、初代会長を務めた。アイヌの保護を目的とした北海道旧土人保護法が北海道外在住のアイヌには適用されず、当時の道外のアイヌが差別と貧困に苦しんでいたことから、せめて首都圏在住のアイヌだけでも団結したいとの思いからであり、道外のアイヌにも保護法の適用を求めるなど、アイヌの復権運動に取り組んだ。
1983年（昭和58年）、同会をもとにした「アイヌ民族の今を考えるレラの会」（1991年に「レラの会」に改称）設立に、首都圏の同胞と共に関り、こちらでも初代会長を務めた。これは道東出身のアイヌ女性で構成されており、アイヌ舞踊の伝承を主目的とした団体である。和人の仲間たちとの交流を目的とした「ペウレ・ウタリの会」にも加わった。
1989年（平成元年）12月には、アイヌの給与地や共有地の返還運動への取り組みのための「アイヌモシリの権利回復を求める会」が札幌で設立されると共に、初代代表に就任した。
1990年（平成2年）、「関東ウタリ会」「レラの会」の会長を退任した。その後は東京や沖縄などでアイヌ伝統の舞踊の公演で活動した他、首都圏で同胞たちが集う場が必要との思いに駆られて、「アイヌ文化会館」設立の活動に取り組んだ。
2004年（平成16年）11月に倒れて入院。翌2005年（平成17年）4月、東京都新宿区の病院で、敗血症により満84歳で死去した。孫の宇佐照代は、ハツヱの死去の間際に「民族の誇りを持って頑張って」と頼まれたことから、祖母の思いを受け継ぎ、アイヌ文化伝承者として活動するに至っている。